# S/2003 J10
S/2003 J10 is een maan van Jupiter die is ontdekt door Scott S. Sheppard et al. De maan is ongeveer 2 kilometer in doorsnede en draait om Jupiter met een baanstraal van 23,042 Gm in 716,25 dagen.